# Сук Вакиф
Сук Вакиф (араб. سوق واقف‎, рус. место, где останавливаются, чтобы поторговать), — рынок в центре города Доха (Катар). На рынке продаются традиционные предметы одежды, специи, изделия ручной работы и сувениры. Здесь также находятся рестораны и кальянные. Здание рынка построено в середине XX века и выполнено в традиционном катарском архитектурном стиле. Было отреставрировано в 2008 году.

## Расположение

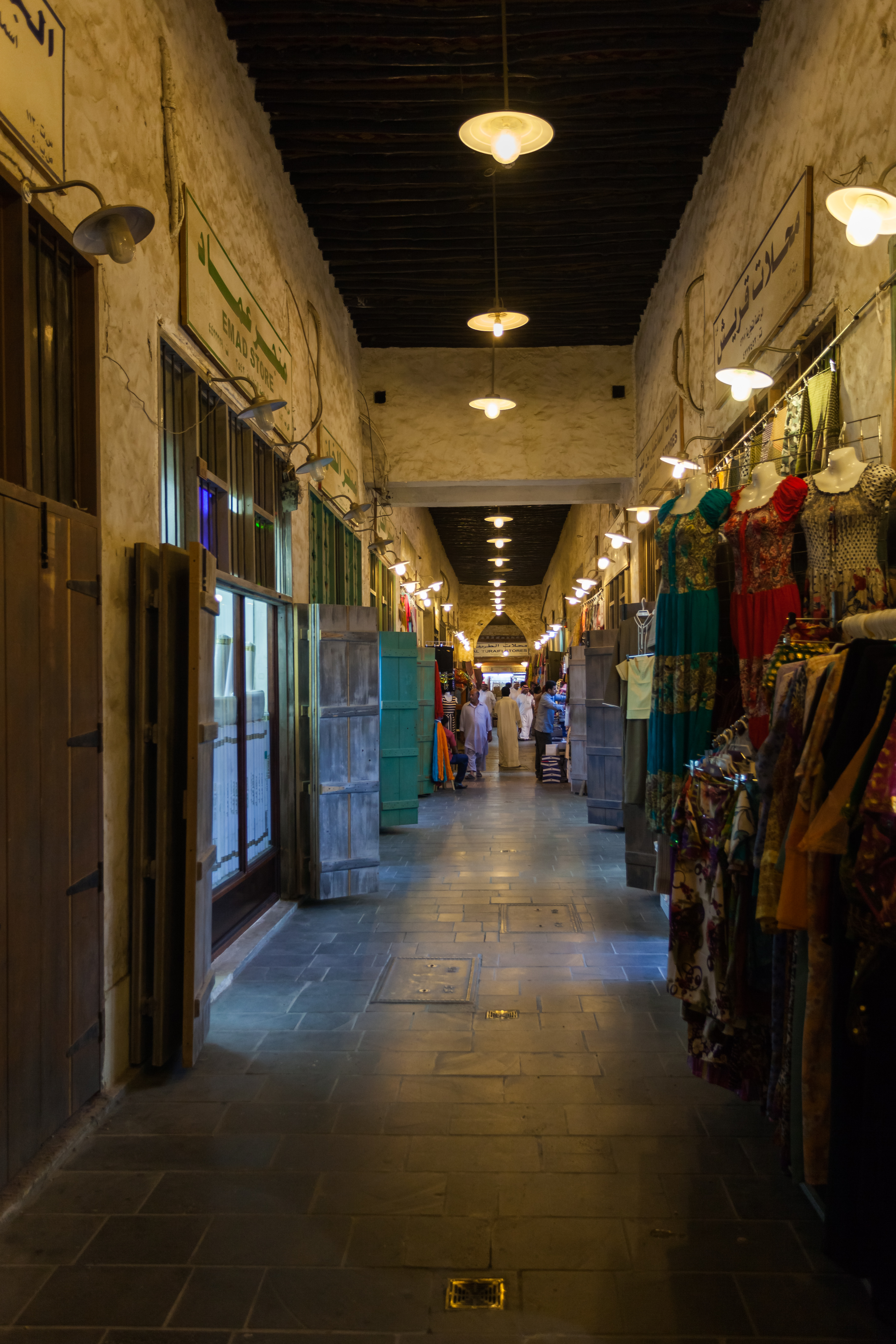
Рынок состоит из множества узких улочек

Рынок находится в центре Дохи в районе Аль-Сук, недалеко от дворца эмира.

## История
Рынок был основан в середине XX века в непосредственной близости от высохшего русла реки Вади Мушейреб. Это было место, где бедуины и местные жители торговали различными товарами, в первую очередь товарами для скота. Однако в 1990-х годах рынок пришёл в упадок, и в 2003 году бо́льшая его часть была уничтожена пожаром. Это событие положило начало правительственной программе реставрации в 2006 году с целью сохранения его архитектурной и исторической самобытности. Первый этап реставрации финансировался эмиром шейхом Хамадом бин Халифа Аль Тани и его женой шейхой Мозой бинт Насер. Здания, построенные после 1950-х годов, были снесены, а более старые сооружения были отремонтированы. Реставрация была завершена в 2008 году. На рынке используются традиционные методы отопления с использованием древесины и бамбука, импортируемых из различных районов Азии.

## Туризм и мероприятия
Рынок популярен среди туристов.
На рынке ежегодно проходит осенний фестиваль. Он включает множество театральных, акробатических и музыкальных представлений.

## Магазины домашних животных

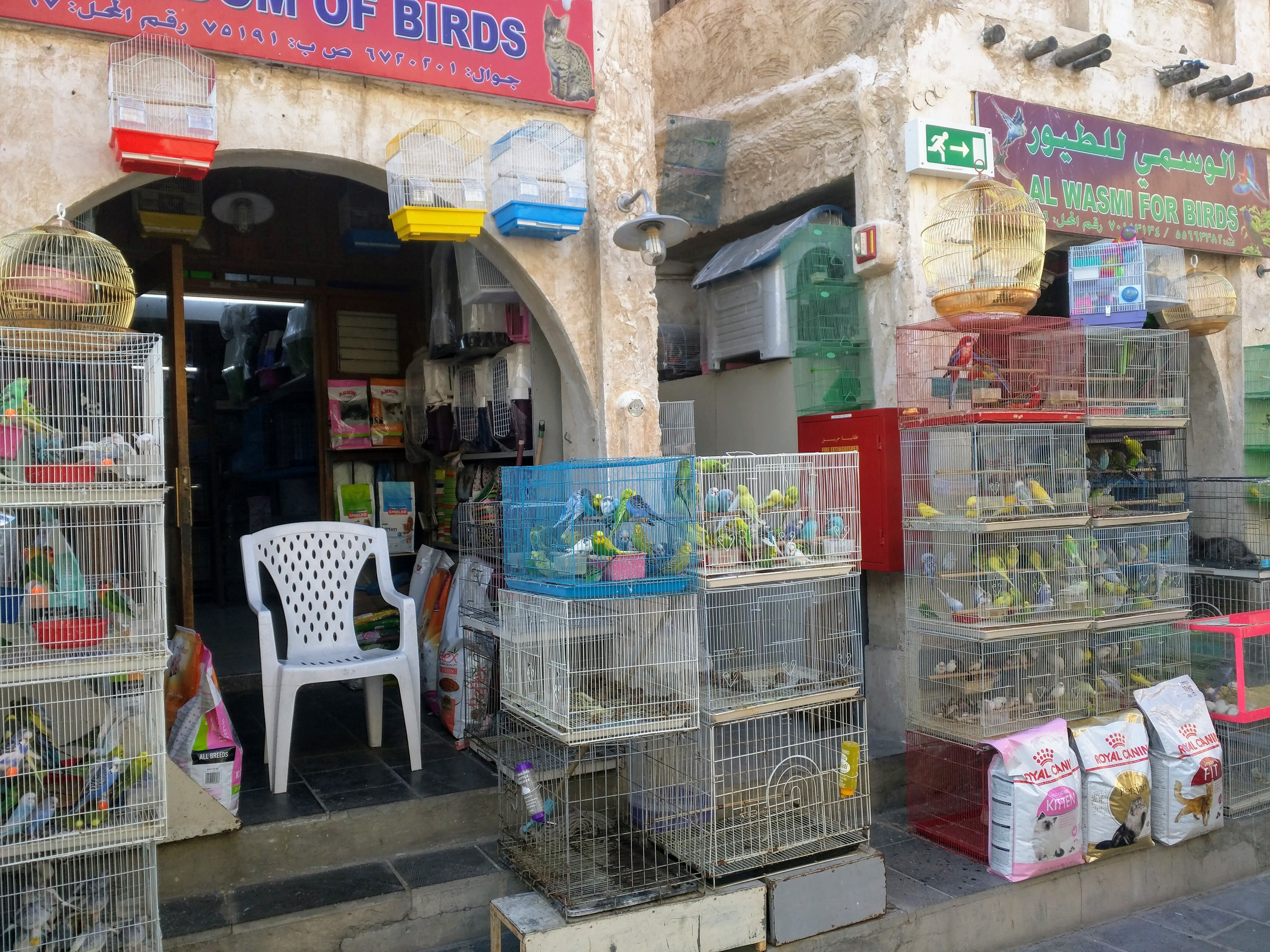
Киоск с птицами на рынке Сук Вакиф

На рынке Сук Вакиф присутствуют магазины, в которых продаются различные домашние животные, включая собак, кошек, кроликов, черепах и птиц. Также есть отдельная зона, предназначенная для работы с соколами. Соколиный базар, как его называют, продает не только соколов, но и необходимые аксессуары для птиц.
Долгие годы эти магазины оказывались в центре широкого беспокойства. Утверждалось, что на рынке условия жизни животных неудовлетворительны: животные страдают от отсутствия надлежащего медицинского обслуживания и воздействия неблагоприятных погодных условий. Кроме того, некоторые покупатели утверждают, что владельцы киосков фальсифицируют документы о прививках.

## Театр
На рынке расположен крытый театр на 980 мест, известный как Аль-Райян.